# Kalkwerk Bredenbeck

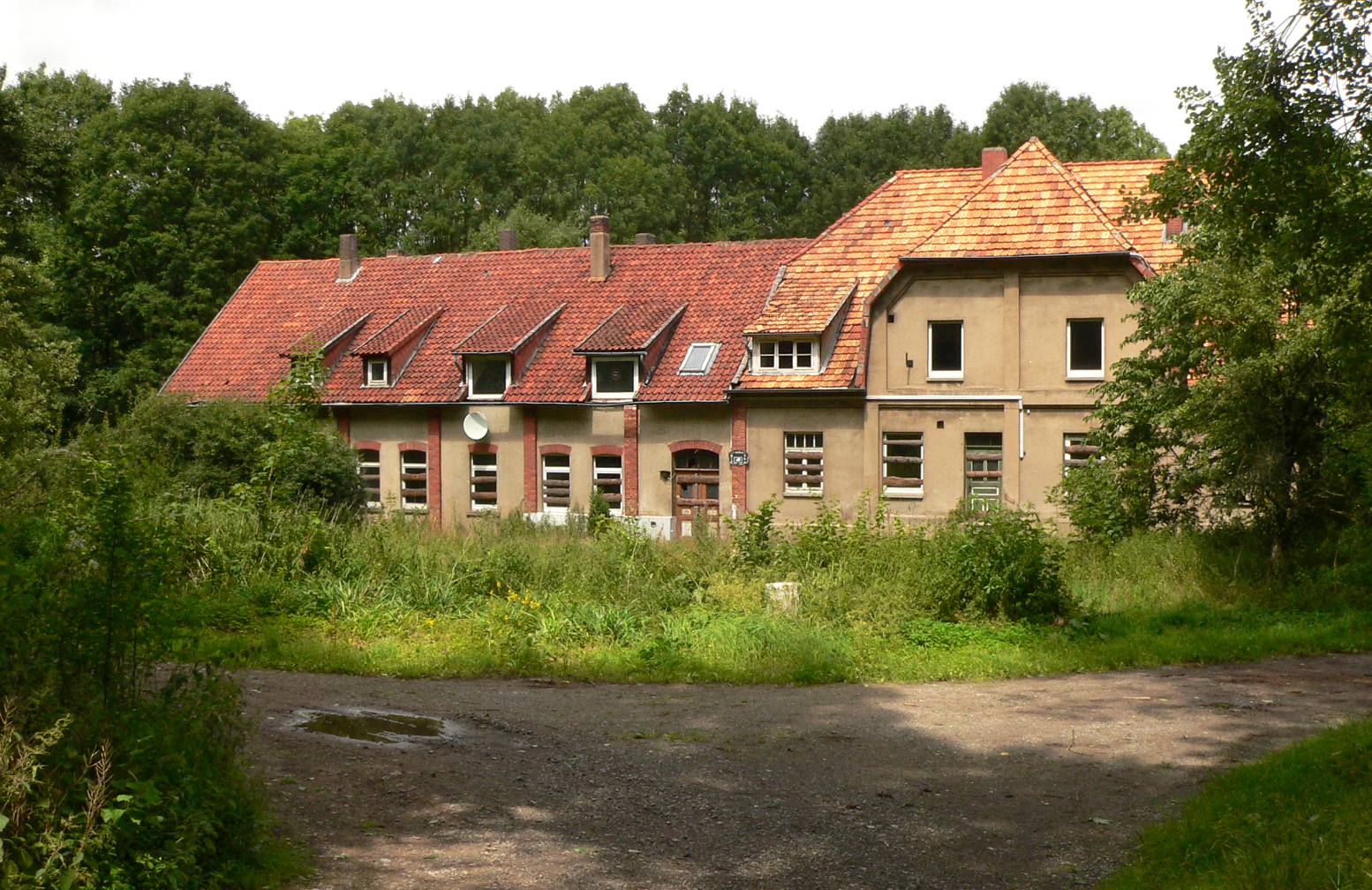
Frühere Wohngebäude für Arbeiter des Kalkwerks Bredenbeck, 2015

Das Kalkwerk in Bredenbeck war ein denkmalgeschütztes Bauensemble in der Gemeinde Wennigsen (Deister). Die stillgelegte Fabrik lag im Deister an der Deisterstraße. Die letzten verbliebenen Gebäude wurden im Januar 2021 abgerissen.

## Geschichte

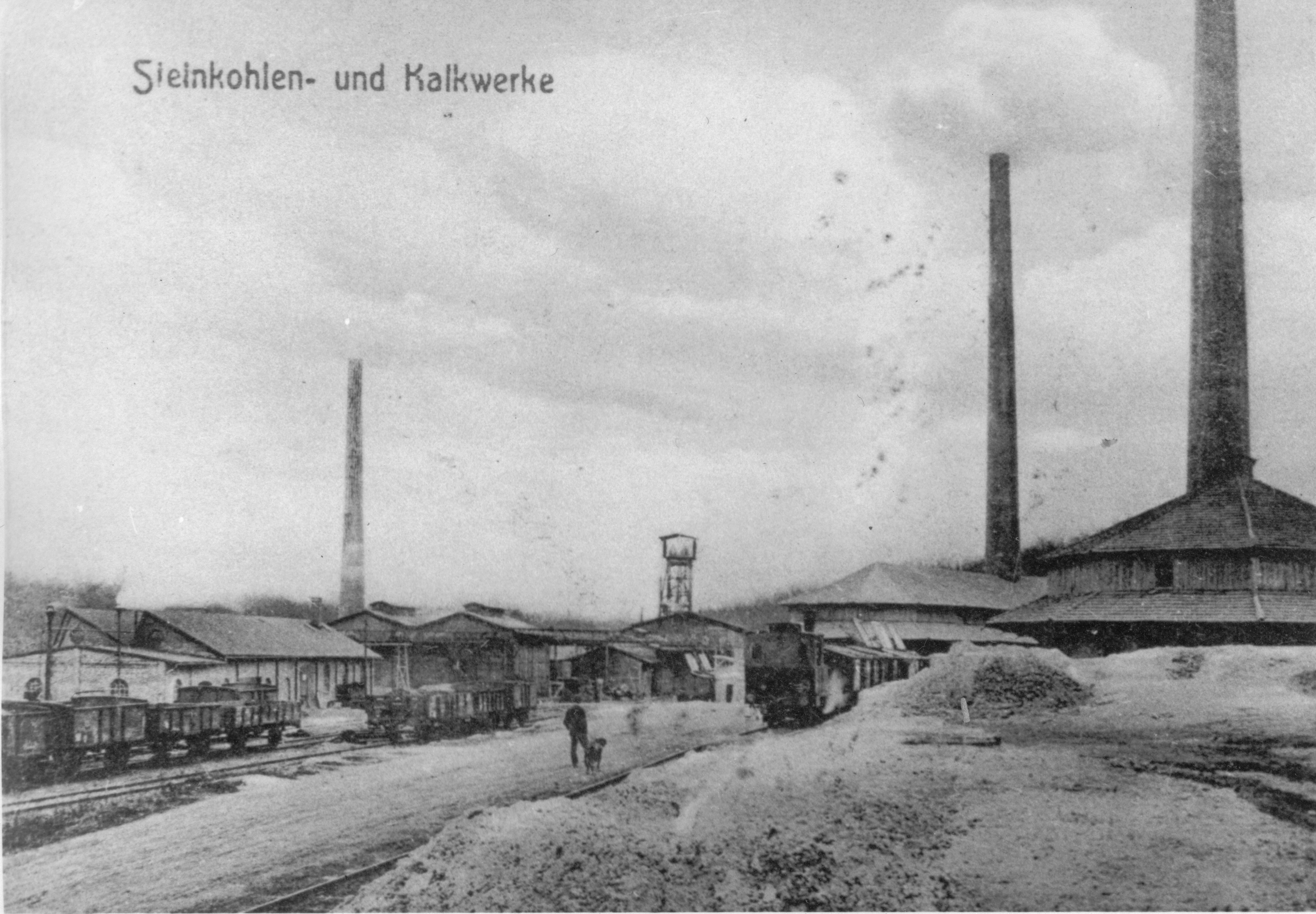
Bahnanschluss und Kalkwerk, um 1910

Die Fabrik beschäftigte um das Jahr 1900 bis zu 250 Arbeiter. Es gab drei eigens errichtete Bahnanschlüsse. Eine Schmalspurbahn von den Kalksteinbrüchen im Deister, eine Pferdebahn von der nahen Kohlegrube „Gute Hoffnung“ und die 1890 in Betrieb genommene normalspurige Bahnstrecke Weetzen–Bredenbecker Kalkwerke. 1924 wurde die Produktion aufgegeben, die Bahnstrecke außer Betrieb genommen und die Schornsteine im Jahr 1925 gesprengt.

## Kalkbrennerei

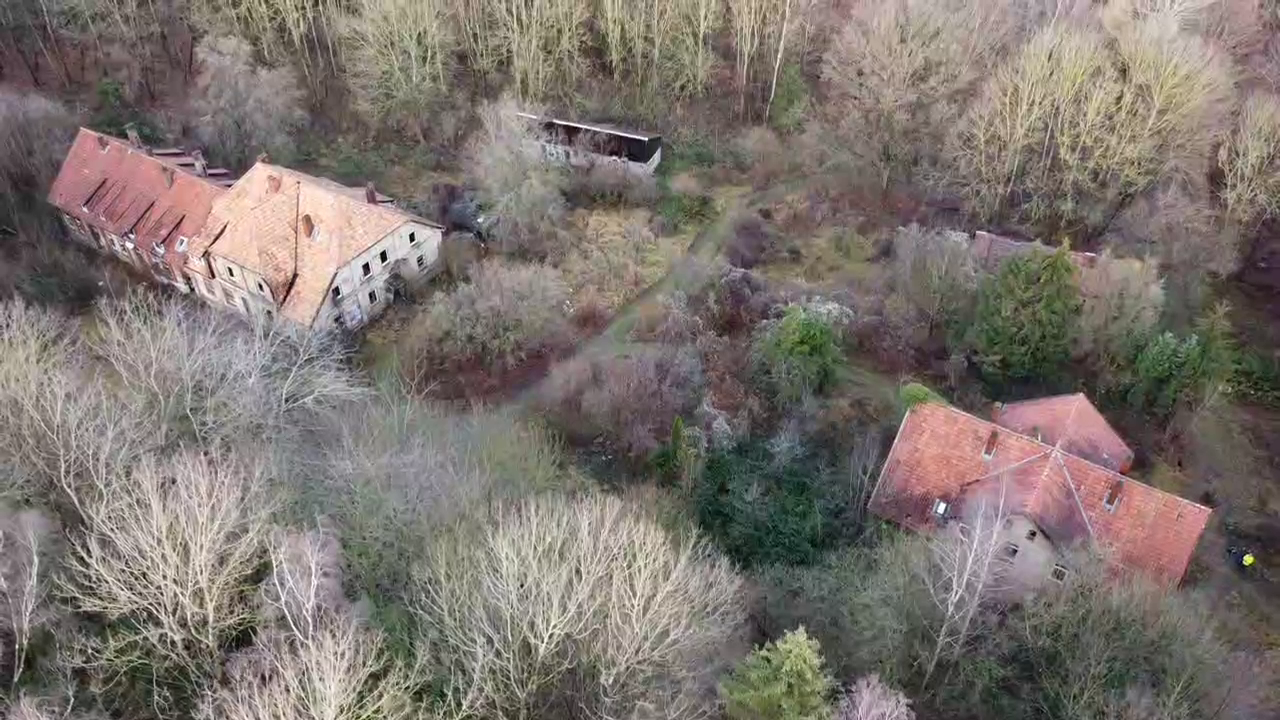
Luftbild der Gebäude, 2020

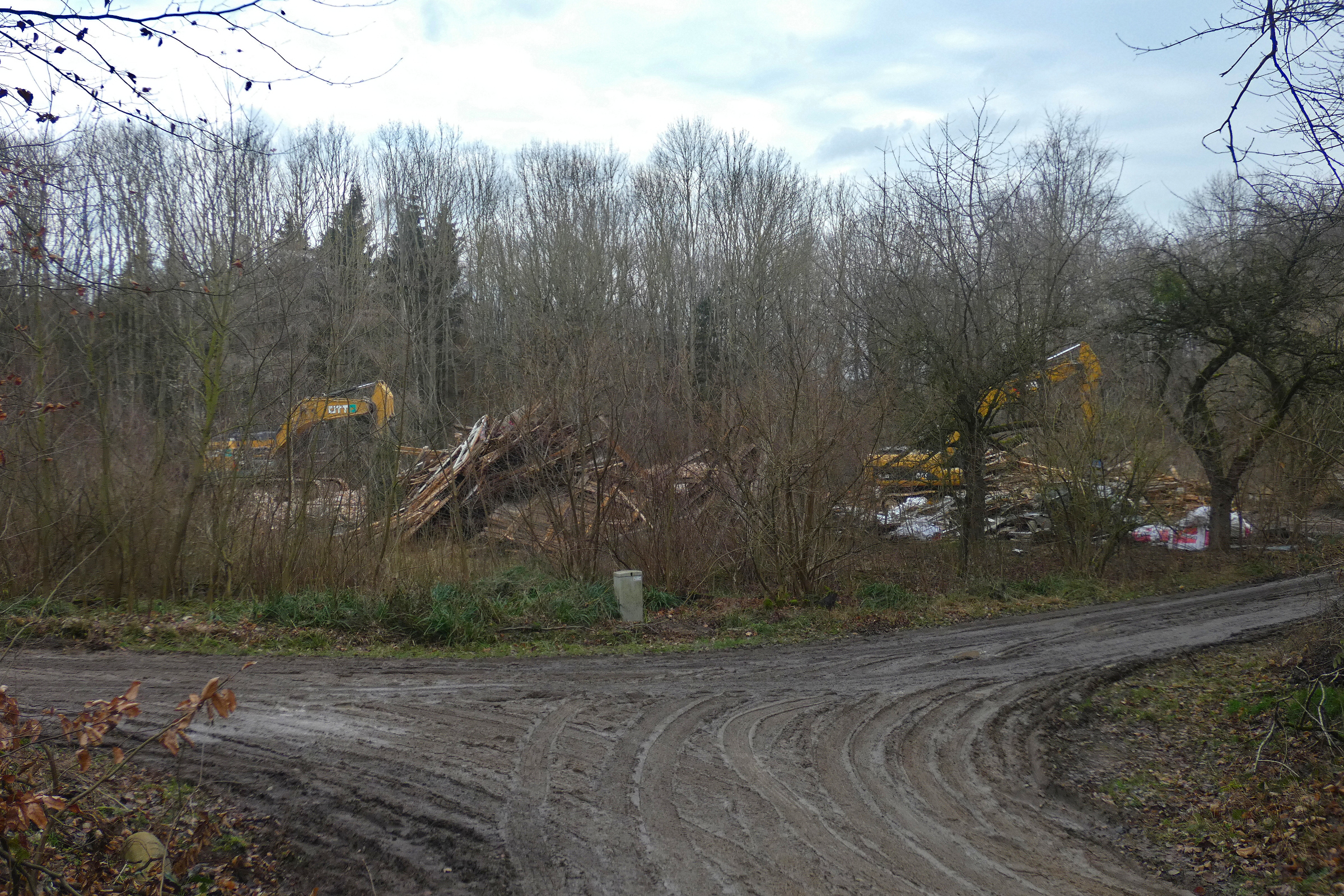
Während der Abrissarbeiten, 2021

Für das Kalkbrennen wurden anfangs zwei Öfen genutzt. Die Schornsteine waren noch vergleichsweise niedrig und viereckig. Um 1910 waren neuartige Ringöfen in Betrieb, deren Schornsteine 110 und 90 Meter hoch waren. Der größere der beiden Öfen war „dreiblättrig“. Das bedeutet, dass alle drei Einzelvorgänge des Kalkbrennens – Einfahren (Setzen), Brennen und Ausräumen – parallel laufen konnten. An den Brennöfen wurde im Akkord gearbeitet. Die Schicht begann um 6 Uhr morgens und endete um 18 Uhr. Zum Vermeiden von Verbrennungen legten die Arbeiter nasse Säcke über Kopf und Oberkörper. Den Verdienst gibt Gewecke mit 6 Reichsmark pro Stunde an. Der Brennofen konnte nicht allein mit Kohle aus dem Deister gespeist werden, da der Brennwert zu niedrig war. Deshalb wurde angelieferte Kohle aus Westfalen als zusätzlicher Energieträger genutzt.

## Kalkstein
Im Bereich Bredenbecks finden sich natürliche Vorkommen von Serpelkalkstein mit 98 % Kalk und nur 2 % Sand. Es ist ein Naturstein, der eine einzigartige lokale Sonderentwicklung des Oberen Jura im Münder Mergel darstellt. Bei dem fossilen Gestein handelt sich um versteinerte Röhren von Röhrenwürmer. Die Bänke liegen in den Abschnitten Lehmbrink und Speckenbrink bis hinauf zum Deisterkamm an der Grenze zu Springe.

## Kohlebergwerk Grube Hertha mit Karl-Schacht

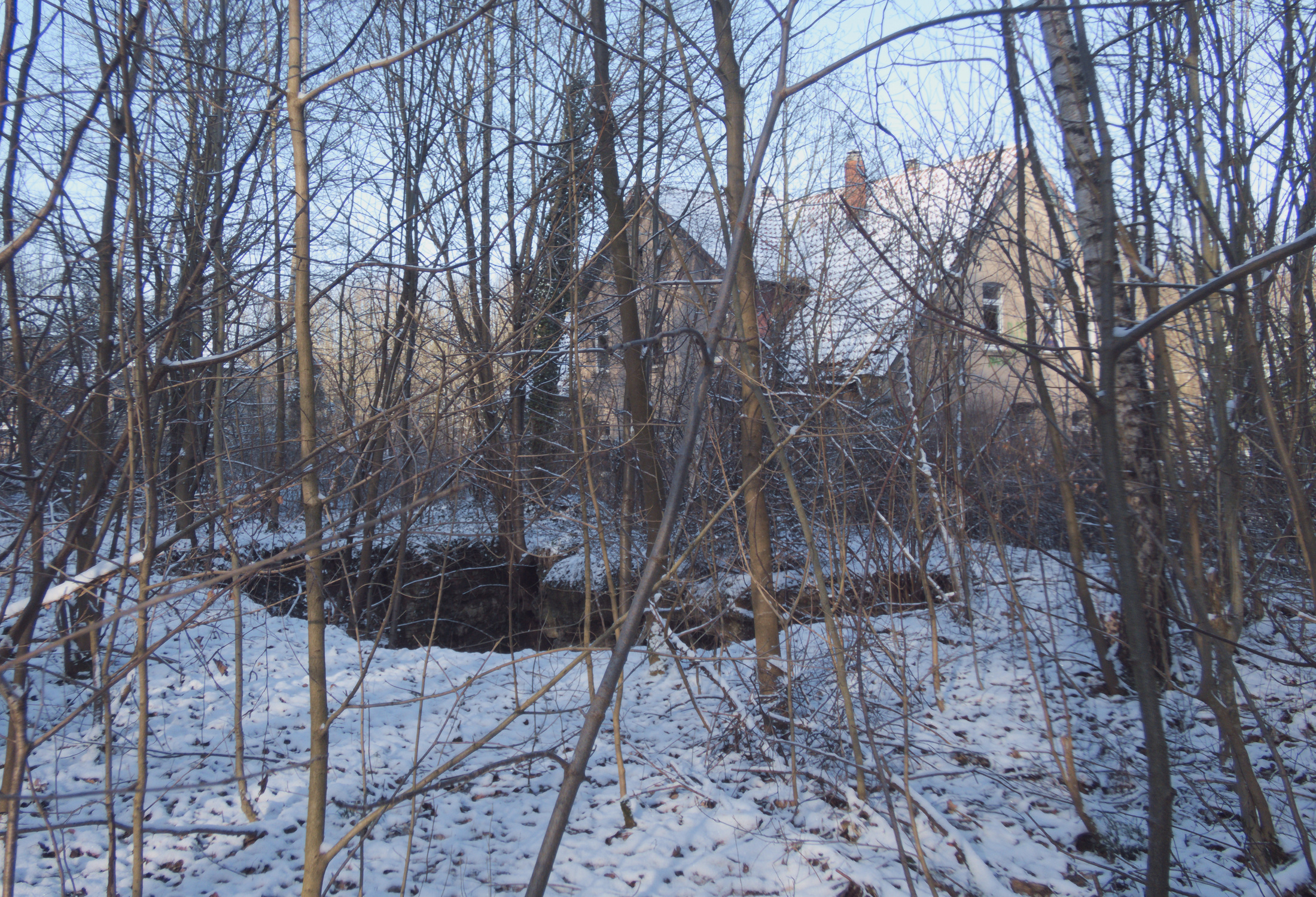
Karl-Schacht

Unmittelbar neben dem Kalkwerk befand sich der Schacht Karl (Lage). Dieser wurde 1885 von der Firma Menge zu einer Tiefe von 110 m angelegt und schon 1891 wieder stillgelegt, allerdings 1904 als Grube Hertha erneut eröffnet und schon 1909 endgültig eingestellt. Am 2. Januar 1988 stürzte der Schacht ca. 18 m tief ein und ist seitdem eingezäunt. Als Wasserlösungsstollen wurde zeitgleich der Ernststollen gebaut, der mit dem Karlschacht in 22,5 Meter Tiefe eine Verbindung hatte.
Der Einsturz lag nah an der damaligen Zufahrtstraße von Bredenbeck zum Kalkwerk.
Während Versorgungsleitungen noch bis 2020 der asphaltierten Strecke im Osten des Kalkwerks folgten, fuhren Anlieger von Westen über den Waldweg Frauenweg und die frühere Kalkbahntrasse.